# Mike Park

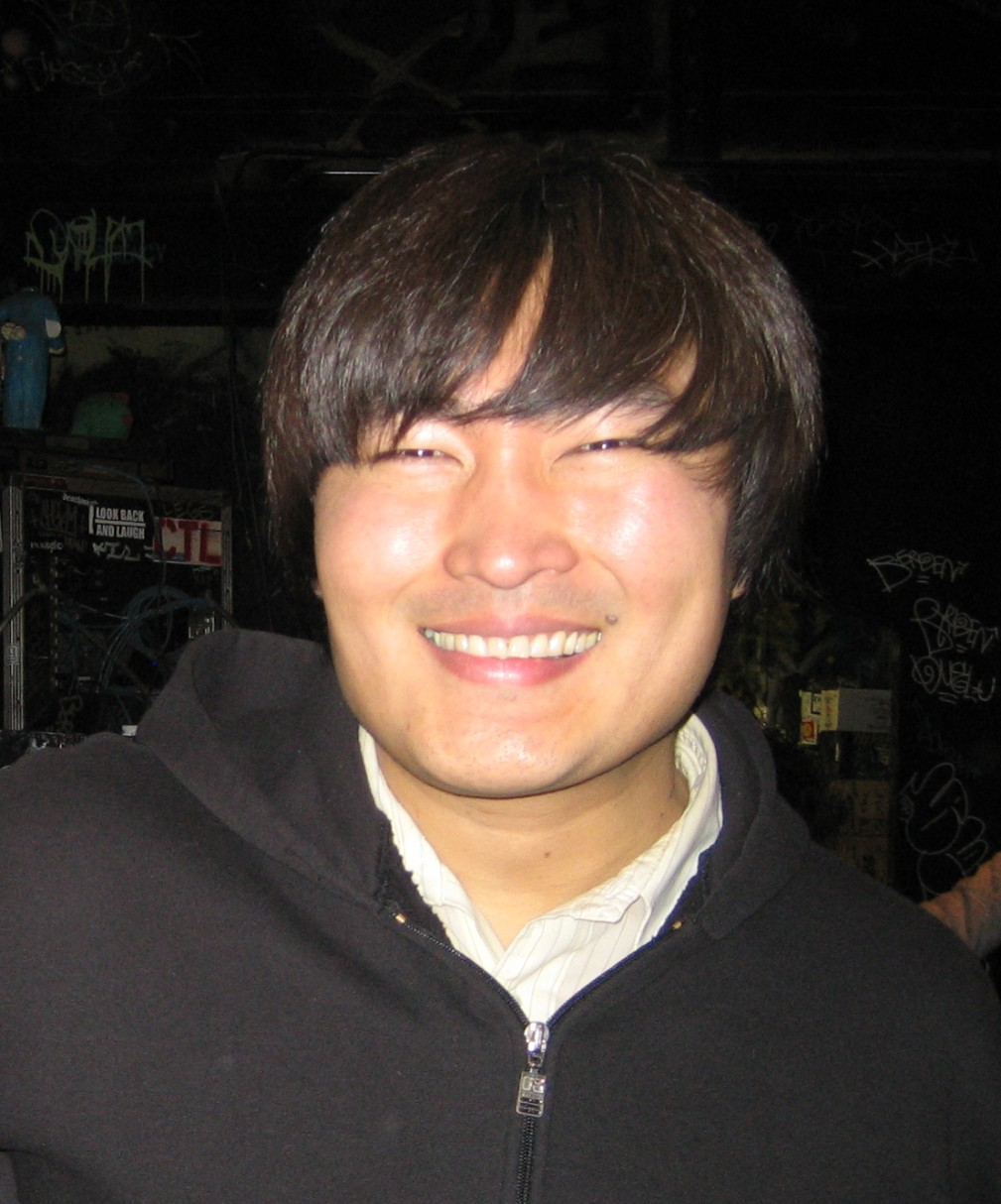
Mike Park

Mike Park (* 11. November 1969) ist ein koreanisch-amerikanischer Sänger und Songwriter.
Seine Karriere begann im Herbst 1985 in seiner ersten Band Psychiatric Disorder. Jedoch verließ er diese Band ziemlich schnell und spielt im Folgenden für The Chinkees, The Bruce Lee Band und bei den Skankin’ Pickles, bei welcher er als Sänger und Saxophonist tätig war. Zudem führte er mehrere Solo Projekte unter seinem eigenen Namen. Mit den Skankin’ Pickles veröffentlichte Park insgesamt fünf Alben und spielte in über 14 Ländern in Amerika, Kanada, Asien und Europa.
Nach der Auflösung von den Skankin’ Pickles formierte er 1996 das Ska- und Punk-Label Asian Man Records. Dieses entwickelte sich aus seinem Do-it-yourself-Label, welches er seit 1989 zu dritt aus der Garage seiner Eltern führte, die ausschließlich mit einem Telefon, einem Fax und zwei Computern ausgerüstet war. Vor allem setzte er sich in den Anfängen stark für Bands wie Less Than Jake, Alkaline Trio oder The Lawrence Arms ein. Park selbst unterstützt jede Band, solange sie "antirassistisch, antisexistisch und ohne Vorurteile" ist. Asian Man Records unterstützt bis jetzt über 50 Bands.
Im November 2003 veröffentlichte Park sein erstes Solo-Album For the Love of Music. Zwei Jahre später erschien sein akustisch gehaltenes Solo-Album North Hangook Falling.
In seinen Songs beschäftigt sich Mike Park vornehmlich mit Politik, Rassismus und Krieg. 1999 gründete er die Plea for Peace Foundation, mit Sitz in San José, Kalifornien.

Mike Park im Konzertzentrum Schüür in Luzern, 2006

## Diskographie
- 2003: For the Love of Music (Asian Man Records)
- 2005: North Hangook Falling (Asian Man Records)
- 2010: Skafield - Memories in Melodies - Song: Unity Through Music
- 2011: Smile (Asian Man Records)[1]